# Nombre 171
El nombre 171 (CLXXI) és el nombre natural que segueix el nombre 170 i precedeix el nombre 172.
La seva representació binària és 10101011, la representació octal 253 i l'hexadecimal AB.
La seva factorització en nombres primers és 3²×19; altres factoritzacions són 1×171 = 3×57 = 9×19.
És el nombre triangular d'ordre 18; és un nombre 3-gairebé primer: 19 × 3 × 3 = 171.